# Corgatha straminea
Corgatha straminea är en fjärilsart som beskrevs av Butler 1886. Corgatha straminea ingår i släktet Corgatha och familjen nattflyn. Inga underarter finns listade i Catalogue of Life.